# Qullissat
Qullissat (antiguamente Qutdligssat) es un antiguo pueblo, abandonado desde 1972, en Groenlandia. Se encuentra en la orilla noroeste de la isla de Disko, en la municipalidad de Qaasuitsup, y fue originalmente un asentamiento para los trabajadores de una mina de carbón
Kuupik Kleist, primer ministro de Groenlandia, nació en Qullissat.

## Imágenes

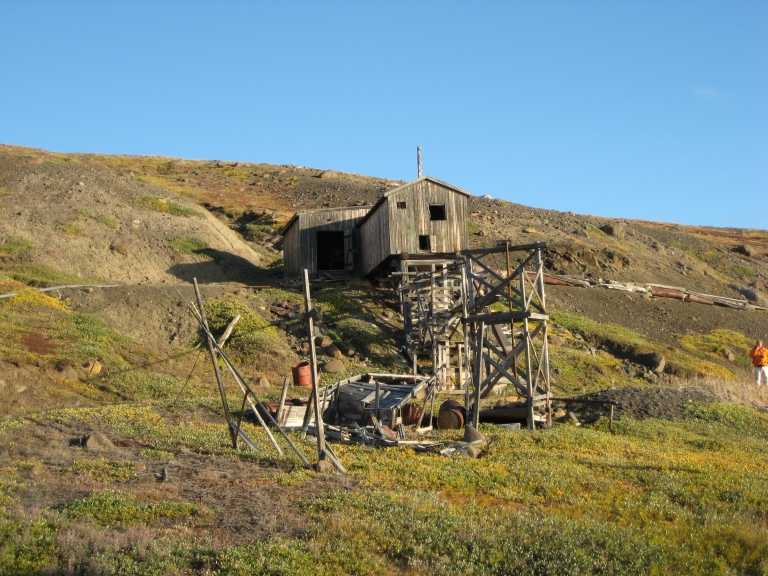
Antiguas minas en Qullisat.
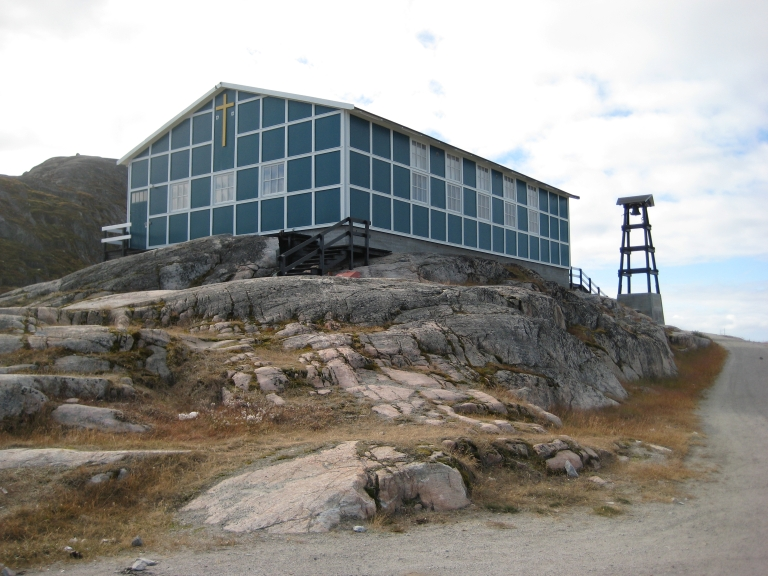
Iglesia de Qullissat.
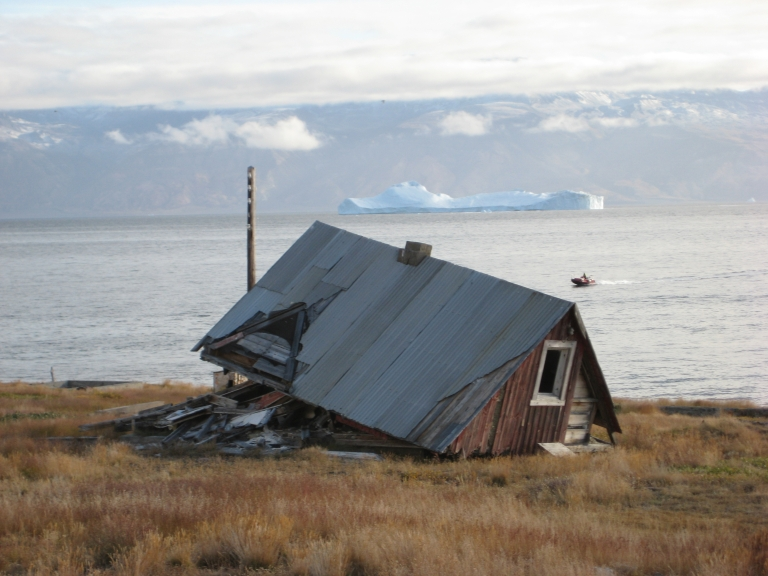
Una casa abandonada y, en parte, destruida.